# Сакський район
Са́кський райо́н (крим. Saq rayonı) — колишній район, розташований у західній частині Кримського півострова, зараз у складі Євпаторійського району. Адміністративний центр — місто Саки. Населення становить 77 970 жителів (на 1.08.2012). Українською владою, ООН, ЄС визнається як територія, тимчасово окупована Російською Федерацією.

## Географія
Район із заходу омивається Чорним морем, сушею межує з Чорноморським, Роздольненським, Первомайським і Сімферопольським районами та з двома містами республіканського значення: Євпаторією і Саками.
Довжина берегової смуги — 65 км. Пляжі піщано-галечні, в прибережних зонах знаходяться солоні і прісні озера (Богдали, Кизил-Яр, Сасик, Ойбурське).
Територія району є відкритою плоскою рівниною, що прорізає неглибокими долинами річок, і балками з пологими схилами (крутизна 3-8 градусів).
Річок в районі практично немає, за винятком невеликої річки, яка впадає в озеро Кизил-Яр і пересихає в перебігу більшої частини року. У районі велика кількість соляних озер з ґрунтовими берегами і мулистим дном. Рівень води більшості озер на 1-2 метри нижчий за рівень моря. Взимку озера не замерзають.
Берег Чорного моря (Каламітська затока) переважно низовинний, пологий, навколо є смуги прибережного пляжу завширшки від 3 до 40 метрів. Глибини 5 м віддалені від берега на відстані 200–500 м, глибини 10 м віддалені від берега на 0,6-1,5 км. Сильні хвилювання і шторми бувають у період жовтня-лютого. Рослинність деревовидно-чагарникова. Територія має вид одноманітної степової рівнини.
У районі діє декілька глибинних бурових свердловин (до 1200 м) з добування мінеральної води типу «Єсентуки-17», «Столова кримська». Соляні озера багаті лікувальними грязями, які використовуються для лікування опорно-рухового апарату, гінекологічних і інших захворювань.
Діє більше 50 кар'єрів з добування каменя-черепашника, який використовується як будівельний матеріал.
Запаси куховарської солі в Сакських озерах оцінюються в 10 мільйонів тонн. Сіль відрізняється прекрасними харчовими якостями. Ропа солоних озер багата різними хімічними елементами, необхідними для хімічної промисловості.

## Історія
Саки, як поселення, відоме з глибокої старовини, з періоду завоювання цього краю Мітрідатом Євпатором — царем Понта — в II ст. до н. е.
Використання грязей, як методу лікування, відоме ще з III–II ст. до н. е. Тоді Саки називалися містом «Парасин», тобто — що «володіє землею, яка виліковує будь-які рани».
Вказівки про лікувальні властивості сакських грязей зустрічаються в творах Плінія (II ст. до н. е.)
Регулярне лікування грязями Сакського озера почалося з 1827 року.
Сакський район був утворений в 1935 році. До цього його територія входила до складу Євпаторійського району.
1954 року у складі Кримської області був приєднаний до Української РСР. Пізніше, 11 лютого 1963 року, до складу Сакського району увійшов весь залишок територій Євпаторійського району. Сама Євпаторія стала містом-курортом республіканського підпорядкування.
З 1991 року — у складі незалежної України.
У березні 2014 року район анексований Російською Федерацією.

## Адміністративний устрій
Район адміністративно-територіально поділяється на 2 селищні ради та 23 сільські ради, які підпорядковані Сакській районній раді та об'єднують 79 населених пунктів.
Населені пункти зняті з обліку:
- Краснівка
- Федорівка

## Населення
Розподіл населення за віком та статтю (2001)
| Стать | Всього | До 15 років | 15-24 | 25-44  | 45-64  | 65-85 | Понад 85 |
| --- | ------ | ----------- | ----- | ------ | ------ | ----- | -------- |
| Чоловіки | 38 104 | 7422        | 6726  | 11 333 | 9322   | 3231  | 70       |
| Жінки | 42 860 | 6985        | 6323  | 11 632 | 11 695 | 5816  | 409      |
| \| Статево-вікова піраміда \| Статево-вікова піраміда \| Статево-вікова піраміда \| \| ----------------------- \| ----------------------- \| ----------------------- \| \| Чоловіки \| Вік \| Жінки \| \| 70 \| 85 + \| 409 \| \| 138 \| 80-84 \| 515 \| \| 474 \| 75-79 \| 1296 \| \| 1201 \| 70-74 \| 1957 \| \| 1418 \| 65-69 \| 2048 \| \| 2409 \| 60-64 \| 3415 \| \| 1297 \| 55-59 \| 1896 \| \| 2570 \| 50-54 \| 2971 \| \| 3046 \| 45-49 \| 3413 \| \| 3305 \| 40-44 \| 3673 \| \| 2837 \| 35-39 \| 2907 \| \| 2493 \| 30-34 \| 2422 \| \| 2698 \| 25-29 \| 2630 \| \| 3130 \| 20-24 \| 2822 \| \| 3596 \| 15-20 \| 3501 \| \| 3397 \| 10-14 \| 3262 \| \| 2372 \| 5-9 \| 2091 \| \| 1653 \| 0-4 \| 1632 \| |        |             |       |        |        |       |          |
| Статево-вікова піраміда |        |             |       |        |        |       |          |
| Чоловіки | Вік    | Жінки       |       |        |        |       |          |
| 70 | 85 +   | 409         |       |        |        |       |          |
| 138 | 80-84  | 515         |       |        |        |       |          |
| 474 | 75-79  | 1296        |       |        |        |       |          |
| 1201 | 70-74  | 1957        |       |        |        |       |          |
| 1418 | 65-69  | 2048        |       |        |        |       |          |
| 2409 | 60-64  | 3415        |       |        |        |       |          |
| 1297 | 55-59  | 1896        |       |        |        |       |          |
| 2570 | 50-54  | 2971        |       |        |        |       |          |
| 3046 | 45-49  | 3413        |       |        |        |       |          |
| 3305 | 40-44  | 3673        |       |        |        |       |          |
| 2837 | 35-39  | 2907        |       |        |        |       |          |
| 2493 | 30-34  | 2422        |       |        |        |       |          |
| 2698 | 25-29  | 2630        |       |        |        |       |          |
| 3130 | 20-24  | 2822        |       |        |        |       |          |
| 3596 | 15-20  | 3501        |       |        |        |       |          |
| 3397 | 10-14  | 3262        |       |        |        |       |          |
| 2372 | 5-9    | 2091        |       |        |        |       |          |
| 1653 | 0-4    | 1632        |       |        |        |       |          |

За даними всеукраїнського перепису населення 2001 року населення району становило 80 964 особи. У населенні були присутні наступні етнічні групи:. За переписом населення 2014 року, яка провела окупована російська влада, населення району становило 76 489 осіб. 
|                 | 2001        | 2001      | 2014        | 2014      |
|                 | чисельність | частка, % | чисельність | частка, % |
| --------------- | ----------- | --------- | ----------- | --------- |
| росіяни         | 36 592      | 45,2      | 39 374      | 51,5      |
| українці        | 25 517      | 31,5      | 16 221      | 21,2      |
| кримські татари | 14 137      | 17,5      | 13 736      | 18,0      |
| білоруси        | 1 765       | 2,2       | 1 104       | 1,4       |
| татари          | 639         | 0,8       | 2 711       | 3,5       |
| вірмени         | 376         | 0,5       | 404         | 0,5       |
| чуваші          | 177         | 0,2       | 142         | 0,2       |
| німці           | 152         | 0,2       | 101         | 0,1       |
| мордва          | 146         | 0,2       | 99          | 0,1       |
| узбеки          | 145         | 0,2       | 190         | 0,3       |
| поляки          | 140         | 0,2       | 108         | 0,1       |
| молдовани       | 128         | 0,2       | 109         | 0,1       |
| азербайджанці   | 116         | 0,1       | 119         | 0,2       |

Етномовний склад району (рідні мови населення за переписом 2001 р.)
|                         | російська | українська | кримськотатарська | білоруська | вірменська |
| Сакський район          | 64,5      | 16,9       | 16,5              | 0,5        | 0,3        |
| ----------------------- | --------- | ---------- | ----------------- | ---------- | ---------- |
| смт Новофедоріський     | 85,1      | 13,8       | 0,3               | 0,2        | 0,1        |
| Вересаєвська сільрада   | 43,5      | 14,8       | 38,7              | 0,8        | 0,3        |
| Веселівська сільрада    | 52,7      | 27,0       | 17,1              | 0,7        |            |
| Виноградівська сільрада | 75,7      | 20,0       | 2,1               | 0,4        |            |
| Воробйовська сільрада   | 46,1      | 25,9       | 24,7              | 0,3        | 0,8        |
| Геройська сільрада      | 58,3      | 18,0       | 22,8              | 0,2        |            |
| Добрушинська сільрада   | 67,7      | 15,0       | 13,0              | 0,2        |            |
| Зернівська сільрада     | 60,7      | 12,9       | 25,0              | 0,4        | 0,1        |
| Іванівська сільрада     | 63,7      | 13,7       | 20,4              | 1,4        |            |
| Кольцовська сільрада    | 77,5      | 17,0       | 4,4               | 0,5        | 0,1        |
| Крайненська сільрада    | 43,5      | 19,6       | 35,1              | 0,3        | 0,1        |
| Кримська сільрада       | 77,1      | 14,5       | 6,7               | 0,6        | 0,6        |
| Ліснівська сільрада     | 63,4      | 16,2       | 18,4              | 0,8        | 0,1        |
| Митяївська сільрада     | 50,4      | 21,4       | 26,1              | 0,8        | 0,1        |
| Молочненська сільрада   | 68,1      | 17,4       | 13,5              | 0,3        |            |
| Охотниківська сільрада  | 59,4      | 15,6       | 22,4              | 0,7        | 0,2        |
| Ромашкінська сільрада   | 62,6      | 17,9       | 16,6              | 1,3        | 0,4        |
| Сизівська сільрада      | 64,7      | 16,2       | 17,7              | 0,3        |            |
| Стовпівська сільрада    | 67,4      | 22,0       | 7,5               | 0,3        | 2,0        |
| Суворовська сільрада    | 63,9      | 8,8        | 24,4              | 0,5        | 0,6        |
| Уютненська сільрада     | 68,5      | 16,4       | 12,8              | 0,6        | 0,7        |
| Фрунзенська сільрада    | 82,9      | 14,7       | 0,6               | 0,6        | 0,1        |
| Штормівська сільрада    | 77,3      | 12,4       | 8,7               | 0,4        | 1,0        |

## Економіка
У районі здійснюють свою діяльність 33 підприємства з державною формою власності, 54 — на основі приватної власності, 193 — з колективною формою власності, 3 — спільні підприємства. За станом на 1 січня 2000 року зареєстровано 1555 суб'єктів підприємницької діяльності, в тому числі 699 — юридичні особи, 856 — приватні підприємці.
Сакський район є одним з найбільших у Криму з виробництва сільськогосподарської продукції. Площа сільськогосподарських угідь становить 156,3 тис., з них 121,4 тис. га займає рілля. Більше 50% посівних площ використовується для вирощування зернових культур, до 10% площ займає соняшник, овочі вирощуються на 720 га.
Станом на 1 квітня 2000 року в аграрному секторі району працює 20 сільськогосподарських кооперативів, 2 товариства з обмеженою відповідальністю, 2 командатних товариства, 2 приватні підприємства, і відкрите акціонерне товариство, 372 ферм. Найбільші підприємства галузі: племптицезавод ім. Фрунзе і ОАТП «Кримський», які спеціалізуються на виробництві яєць і племінного молодняка.

## Соціальна сфера

### Освіта
У Сакському районі 40 загальноосвітніх шкіл. З них: 32 — загальноосвітні середні школи II–III ступеня, 12 — I–II ступеня, I ступеня — 6, очно-заочної форми навчання — 1.
Медична служба району представлена 48 фельдшерсько-акушерськими пунктами, 2 сільськими дільничними лікарнями, 12 сільськими лікарнями-амбулаторіями, номерною районною поліклінікою, центральною районною поліклінікою, стоматологічною поліклінікою, дитячою консультацією і стаціонаром на 445 ліжок. У районній лікарні організовано діагностичне відділення з денним перебуванням хворих. Послугами ЦРБ користується не тільки населення району, але і міські жителі, відпочивальники.

### Охорона здоров'я

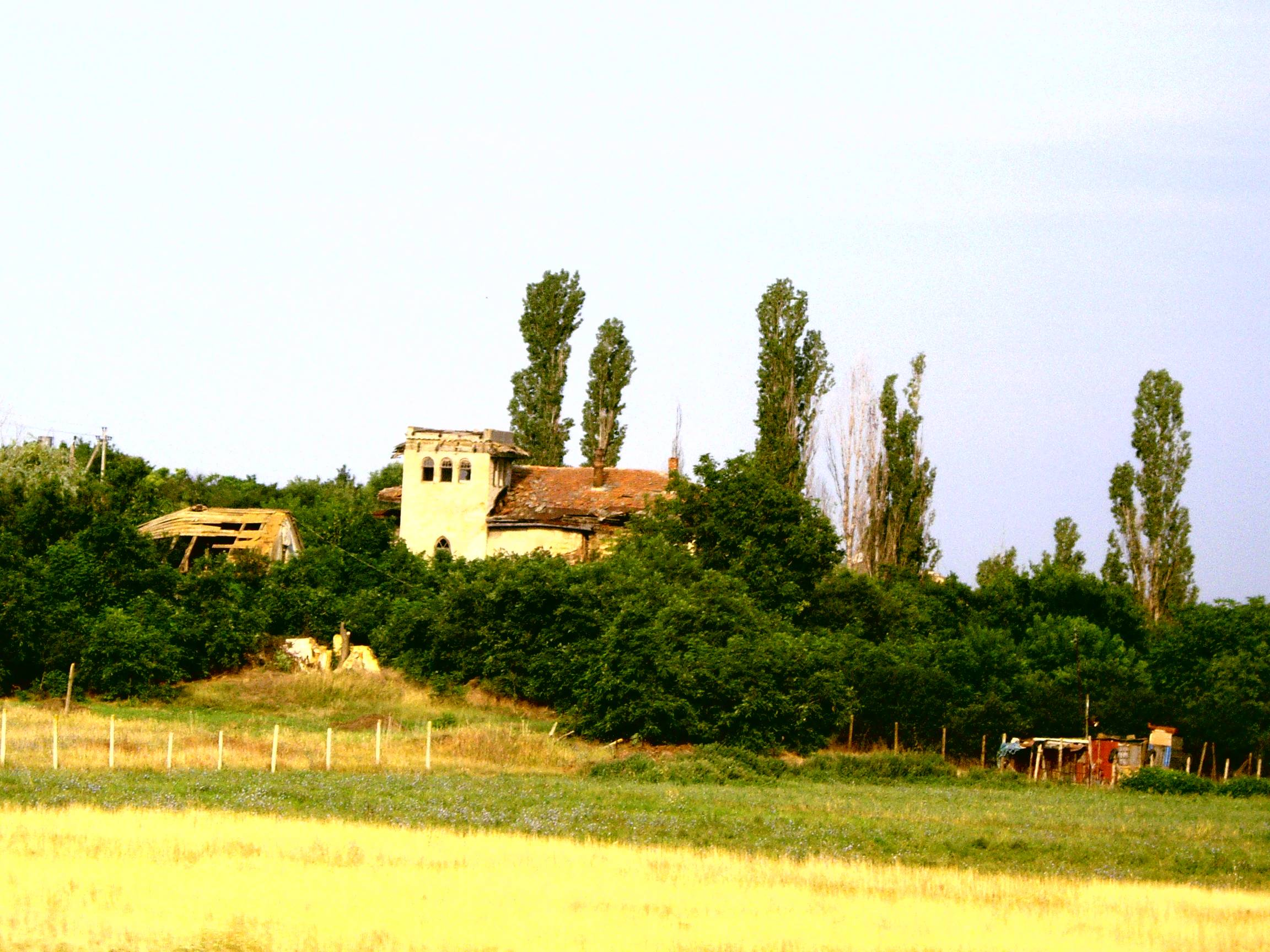
Поміщицький будинок в селі Чеботарка у занедбаному стані.

У районі діє 10 баз відпочинку і профілакторіїв із загальною кількістю 1850 місць.
Функціонує 56 бібліотек, книжковий фонд, яких становить 675 524 екземплярів книг, районний Палац культури, 22 сільських будинків культури, 23 сільських клубу. Працюють 2 школи мистецтв і 1 музична школа. У населених пунктах функціонує 10 музеїв і клубів інтернаціональної дружби, кримськотатарський, український і російський національно-культурні центри.

### Спорт
У районі 2 дитячих спортивних школи і спортклуб «Таврія». Розвиваються: настільний теніс, бокс, кікбоксинг, футбол, легка атлетика і ін.

### Пам'ятки
На території Сакського району розташовано 3 пам'ятки архітектури і 73 пам'ятки історії.
До пам'яток архітектури відноситься поміщицький будинок в селі Чоботарка (кінець XIX ст).
У селі Геройському створений меморіальний комплекс, присвячений подвигу дев'яти Героїв Радянського Союзу, які загинули смертю хоробрих, звільняючи село. До складу комплексу входить сільський музей, де зібрані більше трьохсот експонатів, гори Слави, де поховані останки Героїв і Парк Пам'яті, зі встановленим на постаменті танком «Т-34», Меморіальний комплекс в селі діє понад 20 років. За цей час його відвідало понад 200 тис. людей. На базі меморіалу відбуваються районні святкування, присвячені Дню Перемоги та інші заходи.

## Додаткові джерела
- стаття Сакський район — Інформаційно-пізнавальний портал | Кримська область у складі УРСР (На основі матеріалів енциклопедичного видання про історію міст та сіл України, том — Історія міст і сіл Української РСР. Кримська область. — К.: Головна редакція УРЕ АН УРСР, 1970. — 992 с.)